# フレイミン・グルーヴィーズ
フレイミン・グルーヴィーズ（The Flamin' Groovies）は、アメリカのバンド。商業的な成功とは無縁であったが、アメリカのガレージロックシーン、イギリスのパブロックシーンに足跡を残した。シリル・ジョーダン、ロイ・ロニーを中心に1965年にサンフランシスコで結成。バンドのヴィジュアル、サウンドはロイ・ロニー在籍時の第1期と、クリス・ウィルソン在籍時の第2期とは大きく異なるが、時代に流されず一貫してシンプルなロックンロールを演奏するポリシーの持ったバンドであった。

## 第1期
ごく初期の作品群「Sneakers」、「Supersnazz」は、ロックン・ロールを基調としながらも、ラヴィン・スプーンフルのようなラグタイムやフォークを取り入れたスタイルであった。しかし、60年代の終わり頃のある日、デトロイトでMC5のライブを見たロイ・ロニーは彼らのパフォーマンスにショックを受け、2ndアルバム「Flamingo」(1970)、3rdアルバム「Teenage Head」(1971)ではガレージ・ロック色を強めた。

## 第2期
ロイが脱退し、クリス・ウィルソン加入後（1971年以降）は、活動の拠点をイギリスに移す。当初は第1期のレパートリーを演奏しており、ロイ・ロニー時代のガレージロック色が強く残っていたが、シングルを散発的にリリースしながら徐々に初期ビートルズやバーズの影響を受けたスタイルにシフトしていく。メロディアスでありながらビートの効いたそのサウンドは、パワー・ポップにも分類される。
彼らは音楽性が当時の流行とは無縁であったためなかなかレコード会社と契約を結べず、サイアー・レコードと契約することになったのは1976年である。これには、ガレージ・ロックのコンピレーション「ペブルス」の編集者で有名なグレッグ・ショウの推薦があった。同年、デイヴ・エドモンズをプロデューサーとして迎えリリースしたアルバム「Shake Some Action」(1976)はバンドの代表作として知られている。以後、2枚のアルバムをリリースしている。

## 以後の活動
クリス・ウィルソンがバラクーダーズに加入するために1981年に脱退。それ以後、ライヴ活動を行うも、シリル・ジョーダンとジョージ・アレキサンダーを除くメンバーの頻繁な入れ替えがあり、バンドは1992年に解散。その後、シリル・ジョーダンとクリス・ウィルソンは、それぞれマジック・クリスチャン、グルーヴィン・フレイムスというバンドを率いることになる。2000年代後半に入ると、元メンバー達がジョイントライヴを行ったり、クリスのソロアルバムへの参加をしたりするなど交流が活発になり、2013年に再結成され、以降現在まで精力的にライブ活動を続けている。4月にはシリル、クリス、ジョージのラインナップでフレイミン・グルーヴィーズとして初来日ライヴを果たした。そして、バンドの再会後の最初のアルバム、「Fantastic plastic」は2017年にリリースされた。その後シリル以外のオリジナルメンバーであるアレクサンダーは2017年にバンドを脱退し、2018年末にウィルソンは引退した。ロニーは2019年末に亡くなった。

## 主なメンバー
- シリル・ジョーダン (Cyril Jordan) ギター、ボーカル （在籍1965年 - 1992年）
- ロイ・ロニー (Roy Loney) ボーカル （在籍1965年 - 1971年）
- ティム・リンチ (Tim Lynch) ギター （在籍1965年 - 1971年）
- ジョージ・アレキサンダー (George Alexander) ベース （在籍1965年 - 1992年）
- ダニー・ミーム (Danny Mihm) ドラム （在籍1966年 - 1973年、1981年 - 1982年）
- ジェームズ・ファレル (James Ferrell) ギター （在籍1971年 - 1976年）
- クリス・ウィルソン (Chris Wilson) ボーカル、ギター （在籍1971年 - 1981年）
- デヴィッド・ライト (David Wright) ドラム （在籍1973年 - 1980年）
- マイク・ウィルヘルム (Mike Wilhelm) ギター （在籍1976年 - 1984年）

## ディスコグラフィー

### オリジナルアルバム
- Supersnazz (1969)
- Flamingo (1970)
- Teenage Head (1971)
- Slow Death (1972)
- Still Shakin (1976)
- Shake Some Action (1976)
- The Flamin' Groovies Now! (1978)
- Jumping in the Night (1979)
- One Night Stand (1987)
- Rock Juice (1993)
- Fantastic Plastic (2017)

### EP
- Sneakers (1968)
- Grease (1973)
- More Grease (1974)
- The Gold Star Tapes (1984)

### シングル
- "Rockin' Pneumonia and the Boogie Woogie Flu" / "The First One's Free" (1969)
- "Somethin' Else" / "Laurie Did It" (1970)
- "Have You Seen My Baby?" / "Yesterday's Numbers" (1971)
- "Teenage Head" / "Evil Hearted Ada" (1971)
- "Slow Death" / "Tallahassee Lassie" (1972)
- "Married Woman" / "Get a Shot of Rhythm and Blues" (1972)
- "You Tore Me Down" / "Him or Me" (1974)
- "I Can't Hide" / "Teenage Confidential" (1976)
- "Shake Some Action" / "Teenage Confidential" (1976)
- "Teenage Head" / "Headin' for the Texas Border" (Jun 1976)
- "Don’t You Lie To Me" / "She Said Yeah" (1976)
- "I Can't Explain" / "Little Queenie" (1977)
- "Move It" / "When I Heard Your Name" (1978)
- "Absolutely Sweet Marie" / "Werewolves Of London"; "Next One Crying" (1979)
- "Baby Please Don't Go" / "Milk Cow Blues" (1987)

### コンピレーションアルバム
- Still Shakin' (1976)
- Super Grease (1984)
- Groovies' Greatest Grooves (1989)
- California Born and Bred (1995)
- Supersneakers (1996)
- Yesterday's Numbers (1998)
- Grease: The Complete Skydog Singles Collection (1998)
- Slow Death (2002)
- Bust Out at Full Speed: The Sire Years (2006)
- At Full Speed... The Complete Sire Recordings (2006)
- This Band Is Red Hot (2008)